# Kirti Chakra
Le Kirti Chakra est une décoration militaire indienne décernée pour acte de valeur, action courageuse ou sacrifice de soi en-dehors de actions sur le champ de bataille. Elle peut être décernée à des civils ainsi qu'à des militaires, y compris à titre posthumes. C'est l'équivalent en temps de paix du Chakra Maha Vir. Elle est la deuxième décoration dans l'ordre de préséance des récompenses de bravoure en temps de paix. Elle vient après Ashoka Chakra et avant Shaurya Chakra. Avant 1967, le prix était connu sous le nom de Ashoka Chakra, classe II.

## Histoire
Créé sous le nom de "Ashoka Chakra, classe II" par le président de l'Inde, le 4 janvier 1952 (avec effet au 15 août 1947). Les statuts ont été révisés et la décoration renommée le 27 janvier 1967. 

Voici la citation d'un l'un des décorés, Naik Mukhtiar Singh, 4 J. & K. Infantry (à ce jour depuis le 19 mars 1956). 
 "Dans la nuit du 18 au 19 mars 1956, la position occupée par nos troupes sur le Bela à Hussainiwala Headworks, près de Ferozepore, à la frontière indo-pakistanaise, fut attaquée. Environ un peloton d'attaquants a réussi à prendre pied sur le Bela depuis le flanc gauche. Après avoir reçu l'ordre de son commandant de conduire sa section sur le flanc menacé et d'endiguer l'avancée, le Naik Mukhtiar Singh a personnellement conduit son unité sous le feu des tirs automatiques. Son action a causé deux blessés aux assaillants, permis de capturer leurs armes et de sécuriser son objectif. Alors que sa section sécurisait l'objectif sur le Bund, une grenade à main a atterri près de lui au milieu de sa section. Pour sauver sa section, il a tenté de la renvoyer sur les assaillants. Mais la grande a explosé, lui arrachant l'avant bras gauche. Bien que grièvement blessé, il continua d'exhorter ses hommes à se battre et refusa d'être évacué. Naik Mukhtiar Singh par son exemple dans le commandement, au péril de sa vie, a évité un désastre pour sa section et pour la position de Bela. "  

## Conception
Médaille   : Elle est de forme circulaire et est en argent standard, de 3,5cm de diamètre.  

Avers   : Sur l'avers de la médaille est gravée une réplique d'Ashoka Chakra au centre, entourée d'une couronne de lotus. 
Revers : Au verso sont gravés les mots KIRTI CHAKRA en hindi et en anglais. Les versions étant séparées par deux fleurs de lotus. Pour les récompenses d'avant 1967, la médaille est vierge au centre, avec "Ashoka Chakra" en hindi le long du bord supérieur de la médaille et le même nom en anglais le long du bord inférieur, "ASHOKA CHAKRA". Il n'y a aucune indication de la classe sur les médailles d'avant 1967. Pour les médailles décernées après 1967, les noms sont changés en "Kirti Chakra" en hindi au-dessus et "KIRTI CHAKRA" au-dessous. 
Ruban   : 30 mm, vert foncé avec deux 2 mm de rayures safran alternant comme suit: 
- vert foncé 8.5 mm,
- safran 2 mm,
- vert foncé 9 mm,
- safran 2 mm,
- vert foncé 8,5 mm.

Barrette   : Si un récipiendaire du Chakra accomplit à nouveau un acte de bravoure qui l'aurait rendu éligible à recevoir le Chakra, cet acte de bravoure supplémentaire sera reconnu par une barrette à attacher au ruban de sa première décoration pendante. Pour chaque barrette décernée, une réplique du Chakra en miniature doit être ajoutée au ruban lorsqu'elle est portée seule. 

## Admissibilité
Personnel éligible: Les catégories de personnel suivantes sont éligibles au Chakra : 
- Officiers, hommes et femmes de tous les grades de l'armée, de la marine et de l'armée de l'air, de l'une des forces de réserve, de l'armée territoriale, de la milice et de toute autre force armée légalement constituée.
- Membres des services infirmiers des forces armées.
- Citoyens civils des deux sexes dans tous les domaines et membres des forces de police, y compris les forces paramilitaires centrales et les forces de protection ferroviaire.

Conditions d'éligibilité: La médaille est décernée pour bravoure visible autrement que face à l'ennemi. La décoration peut être décernée à titre posthume.  
Allocation monétaire: Rs. 1050 / - pm. Chaque attribution donnera droit au même montant d'indemnité monétaire que celui accordé pour l'obtention originale avec effet au 01.02.1999. 

## Décorés
| Number       | Rank           | Name                                       | Regiment                                                                          | Date  | Notes                                                                                       |
| ------------ | -------------- | ------------------------------------------ | --------------------------------------------------------------------------------- | ----- | ------------------------------------------------------------------------------------------- |
|              | Major          | Tushar Gauba Prakash jadhav                | 20 Jat                                                                            | 2019  |                                                                                             |
|              | Major          | Vijayant Bisht                             | 4 Jak LI                                                                          | 2018  | MAJOR VIJAYANT BISHT, 4TH BATTALION THE JAMMU AND KASHMIR LIGHT INFANTRY                    |
| IC-63798F    | Major          | Rohit Suri                                 | 4 Para (SF)                                                                       | 2017  | [ 2 ]                                                                                       |
| 5047749K     | Havaldar       | Prem Bahadur Resmi Magar                   | 3/1 Gorkha Rifles                                                                 | 2016  | Posthumous                                                                                  |
|              | BSF Officer    | Narindra Nath Dhar Dubey                   |                                                                                   | 2012  |                                                                                             |
|              | MAJ            | JS Tanwar                                  | 32 RR                                                                             |       |                                                                                             |
| IC-70886     | LT             | Vikas Sharma                               | 6 PARA                                                                            | 2011  | [ 3 ]                                                                                       |
| IC-61562     | Captain        | Vishal Bhandral                            | Garhwal Rifles, 14 RR                                                             | 2007  | Posthumous                                                                                  |
|              | Havaldar       | Premnath Rai                               | EME, 833 ARMD WKSP, 618 EME BN                                                    | 1989  | Posthumous                                                                                  |
| IC-54327     | Major          | Manish Hiraji Pitambare                    | 3 Para (SF)                                                                       | 2007  | Posthumous                                                                                  |
| IC-47050     | COL            | Gurbir Singh Sarna                         | GDRS, 29 RR (Indian Army)                                                         | 2007  | Posthumous                                                                                  |
| SS-39680     | Maj            | James Thomas                               | 10 Sikh Light Infantry                                                            | 2006  | Posthumous                                                                                  |
|              | Captain        | R Subramanian                              | 1 Para (SF)                                                                       | 2001  | Posthumous                                                                                  |
| SR CD GUNNER | N Kelman       | Indian Navy                                | 1962                                                                              | [ 6 ] |                                                                                             |
| 67103        | ORD S/M        | Bachan Singh                               | Indian Navy                                                                       | 1962  |                                                                                             |
| 66901        | ORD S/M        | VPS Tomar                                  | Indian Navy                                                                       | 1962  | Brig. Ransher Singh Ranawat (Kankarwa, Mewar), 9th Brigade of the Guards, 1971 Indo-Pak war |
| 49416        | PO TAS I       | GUR IQBAL SINGH (P)                        | Indian Navy                                                                       | 1974  |                                                                                             |
| 04988-K      | LT CDR         | Abhilash Tomy                              | Indian Navy                                                                       | 2013  |                                                                                             |
|              | Wing Commander | Ravish Malhotra                            | Indian Air Force                                                                  | 1984  |                                                                                             |
|              | SP             | Vinod Kumar Choubey                        | Indian Police Service                                                             | 2009  | Posthumous                                                                                  |
| IC - 51821   | Major          | Ajay Kothiyal                              | 4 Garhwal Rifles                                                                  | 2004  | [ 8 ]                                                                                       |
| IC - 52871   | Lt. Col.       | Saurabh Singh Shekhawat                    | 21 SF Para                                                                        | 2009  | [ 9 ]                                                                                       |
|              | IPS            | Ajit Doval                                 | Indian Police Service                                                             | 1988  |                                                                                             |
|              | Inspector      | Lohit Sonowal                              | Assam Police Commando Battalion                                                   | 2013  | Posthumous                                                                                  |
|              | 2nd Lieutenant | P N Mohapatra                              | 14 Sikh LI                                                                        | 1985  |                                                                                             |
|              | Lieutenant     | Bharani Prakash                            | 5 Jak LI                                                                          | 2000  |                                                                                             |
| IC-67270F    | Major          | Anup Joseph Manjali                        | Bihar Regiment/24th Battalion, The Rashtriya Rifles                               | 2012  | ,                                                                                           |
| IC-70971     | Captain        | Vikrant Ajit Deshmukh                      | 8 Madras                                                                          | 2011  | ,                                                                                           |
| IC-65454F    | Major          | Mahesh Kumar                               | (SM, PUNJAB, 22 RR )Indian Army                                                   | 2013  | [ 14 ]                                                                                      |
| SS-43887Y    | Major          | David Manlun                               | THE NAGA REGIMENT, 164 INFANTRY BATTALION (TERRITORIAL ARMY) (HOME & HEARTH) NAGA | 2017  | Posthumous,                                                                                 |
| IC-52777     | Major          | Avinash Singh Bhadauria                    | ( MADRAS, 8 RR ) Indian Army                                                      | 2002  | Posthumous                                                                                  |
| 25107 F(P)   | Wing Commander | Darryl Castelino                           | Indian Air Force                                                                  | 2013  | Posthumous                                                                                  |
|              | Havildar       | Badri Lal Lunawat                          | 10 Para (SF)                                                                      | 1998  |                                                                                             |
|              | Wing Commander | Balakrishna Pillai Sreebhavan Krishnakumar | Indian Airforce                                                                   | 2005  |                                                                                             |

## Divers
Un seul soldat a reçu à la fois le Kirti Chakra et le Ashok Chakra, faisant de lui le soldat le plus décoré (pour bravoure) en Inde. Il s'agit du Colonel NJ Nair, 16 MLI. 
- Ashoka Chakra, classe II (1952-1967)
- Kirti Chakra (1967--)